# Виноградовский (Чертковский район)
Виногра́довский — хутор в Чертковском районе Ростовской области.
Входит в состав Кутейниковского сельского поселения.

## География
Расположен на юге района, на левом берегу реки Камышной (бассейн Дона). Высота над уровнем моря — 102 м.
Расстояние до райцентра — около 20 километров на запад, ближайший населённый пункт Кутейниковов 4 км на север.

## Население
| 2010 |
| ---- |
| 77   |

## Улицы
На хуторе имеется единственный переулок — Виноградовский.